# Dysgrafie

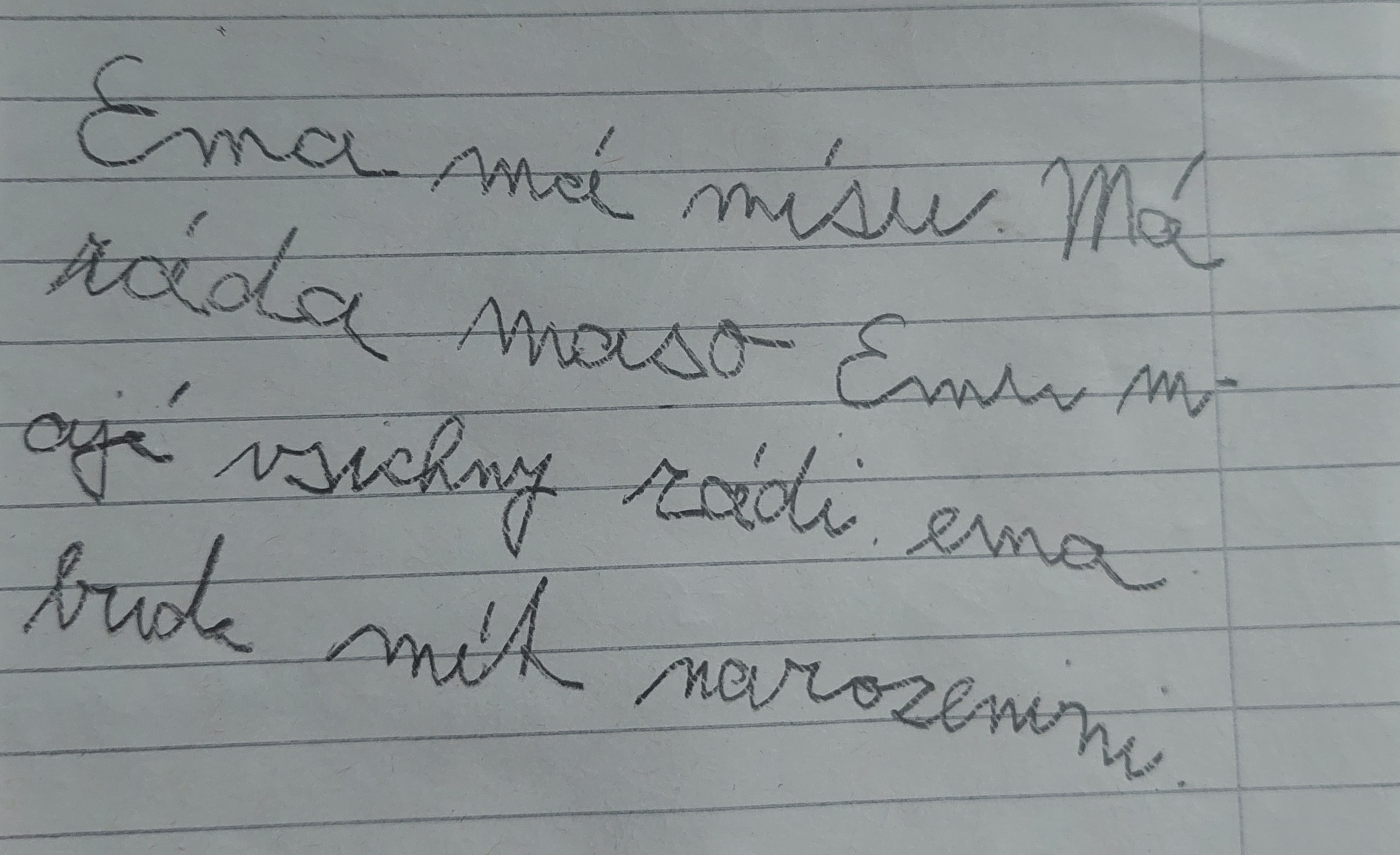
Ukázka rukopisu osoby s dysgrafií

Dysgrafie je specifická porucha grafického projevu. Postihuje především schopnost napodobit tvar písmen a jejich řazení. Dítě si obtížně zapamatovává tvary písmen a zaměňuje písmena tvarově podobná. Příčinou dysgrafie je především nedostatečně rozvinutá jemná a hrubá motorika, pohybová koordinace. Tento nedostatek postihuje zrakovou a pohybovou paměť, pozornost a prostorovou orientaci. Charakteristické je křečovité, těžkopádné a neúhledné písmo. Žákům s touto poruchou činí také problémy týkající se dodržování liniatury (výšky písma). Velmi často je spojena s dyslexií. Důležité je začít řešit problémy již v předškolním věku (dítě nerado kreslí nebo je nemotorné, neumí stát na jedné noze apod.). Hravou formou lze předcházet poruchám chování a učení.

## Projevy
Častými projevy dětí s dysgrafií je pomalé tempo psaní, časté chyby v opisu a přepisu diktátu, při psaní dělají dost často přestávky, špatně drží psací náčiní, pletou si psací a tiskací písmena. Když píšou, tak se musí hodně soustředit a nedokážou zkombinovat soustředění na grafickou stránku a pravopisné jevy. Velmi často se u dysgrafie projevuje kombinace deficitů, tj. problémy s jemnou motorikou, snížená zraková představivost (neschopnost vybavit si tvary písmen a zapamatovat si motorické vzorce tvarů písmen.

## Vhodný přístup k dětem s dysgrafií
Dítěti se musí zajistit kvalitní reedukace (náprava) a rehabilitace (procvičování). Při osvojování a upevňování písmen se může využít multisenzoriálního přístupu, což znamená, že si dítě zkouší modelovat písmenko, tvarovat ho z drátku atd. pokoušet se o upevnění správného úchopu psacího náčiní. Pokaždé, když se dítě v něčem zlepší, mělo by se pochválit. Vhodnými pomůckami jsou např. podložka pro sklon písma, vhodné psací a kreslící náčiní (trojhranné tužky a pastelky), papírový kornout pro nácvik správného sklonu psacího náčiní. Musí se respektovat pomalejší tempo psaní.

## Reedukace (náprava) dysgrafie
Cílem je přiměřeně rychlé, čitelné a pokud možno úhledné písmo. Reedukace se zaměřuje na celou osobnost dítěte. Nejdříve musíme dítě co nejvíce motivovat pro práci. Při rozvíjení grafomotoriky cílíme na jemnou a hrubou motoriku.

### Rozvíjení hrubé motoriky
Je rozvíjena pohyby trupu, končetin a hlavy. Před psaním se provede cvičení paží (mávání, kroužení) a pohyby dlaní (kroužení, vpřed, vzad vlevo, vpravo), jinak je pohyb křečovitý.

### Rozvíjení jemné motoriky
Je rozvíjena pohyby rukou a prstů (modelování, vytrhávání, skládání papíru, navlékání korálků). Před samotným psaním se věnujeme pohybům prstů (dotýkání prstů obou rukou, i bez zrakové kontroly, oddalování prstů). Sestavy z dlaní (dotyk špičkami prstů o sebe). Cvičení pohybové paměti, dítě opakuje cviky předvedené učitelem.

### Předpoklady pro nápravu
Předpokladem pro zvládnutí techniky psaní je dodržování správných hygienických a pracovních návyků. Psaní tedy vyžaduje:
- správné sezení – držení těla, poloha dolních končetin, ruce se opírají o podložku
- správný úchop – je předpokladem pro plynulé psaní, doporučuje se špetkový úchop (psací náčiní dítě drží ve třech prstech: palec, ukazováček, prostředníček)
- velikost plochy – nejdříve dítě píše na velký papír a postupně se dostává ke psaní do písanky
- vhodnost materiálu – nejlepší jsou měkké materiály, které zachovávají širokou stopu, využíváme podobnosti psaní a kreslení, využíváme barvy, trojhranné tužky a pak dítě přejde na psaní perem

Je také důležité se zaměřit na písmo. Mezi základní požadavky můžeme zařadit: čitelnost, úhlednost a správnost tvarů. Nesmí se zapomenout ani na:
- plynulost – dítě zvládne napsat slovo jedním tahem
- tvar písma – aby splňovalo dané normy a bylo čitelné
- velikost písma – postupem se větší tvary písmen zmenšují
- sklon písma – sklon by měl odpovídat 70 stupňům, když je sklon menší, písmo je více ležaté
- úprava písma – souvisí s uspořádáním textu, dítě se učí orientovat na řádku, stránce
- rychlost písma – souvisí s tím, jak je dítě v psaní zručné, jaké má pracovní a materiální podmínky[4]

## Příklady grafomotorických cviků
- volné čmárání na ploše
- grafomotorická cvičení oválů, klubíček, horních a spodních oblouků, vlnovek a rovných čar
- obtahování předkreslených tvarů (např. ležatých a stojatých osmiček)
- řadové cviky = obtahování kresebných prvků v řádku a jednoduchá kresba (např. dům, strom)[6]

## Uvolňovací (průpravné) cviky
Jsou prováděny nejdříve na svislé ploše (pohyb směrem dolů je nejsnazší), potom na šikmé ploše, a nakonec na vodorovné podložce. K tomuto cviku je vhodné používat křídy, voskové pastely, uhel, tužky s měkkou tuhou. Psací náčiní musí být zvoleno tak, aby snadno zanechávalo stopu, aby si dítě nezvykalo, že musí na psací potřebu tlačit. Nejdříve cviky můžeme provádět na balicí papír, protože má velkou plochu. Postupně se plocha ke psaní zmenšuje, a nakonec je dítě schopno napsat nacvičený tvar do linek.
Popsané metody procvičování a nápravy jsou jenom ukázka práce s dysgrafikem. Konkrétní postup je třeba konzultovat s odborníkem, protože každé dítě je jiné a má jiné potřeby.